# Cunaxoides oliveri
Cunaxoides oliveri är en spindeldjursart som först beskrevs av Schruft 1971.  Cunaxoides oliveri ingår i släktet Cunaxoides och familjen Cunaxidae. Inga underarter finns listade i Catalogue of Life.